# 2soo
2soo(본명: 김청원, 1980년 9월 2일 ~ )는 대한민국의 래퍼이다.

## 학력
- 비스마르크주립대학 뮤직어프리시에이션

## 음악 시작 계기
1999년 가리온, Joosuc이 속해있었던 Blex라는 흑인음악 크루에 가입하면서 음악을 시작하였다. 그 해 12월 허니패밀리가 운영하던 홍대의 Soul Train이라는 클럽에서 UMC, DJ Uzi 등과 크루를 형성해 래퍼로 데뷔하였고 그 후 소울 푸드라는 그룹에합류하여 클럽MP (마스터플랜)에서 공연 활동을 이어갔다.
이후 소울푸드에서 탈퇴 후 2002년 솔로 EP앨범을 발매했으며 드렁큰타이거, 지드래곤 등 대한민국 힙합씬에서 매년 최고 유명뮤지션들로만 선발돼 발매됐던 힙합컴필앨범 "2002대한민국"에서 프로듀서 겸 래퍼로 참여하였다.이후 2006년 정규 1집을 발매하고 이후 대중음악 작곡가로도 활발히 활동하며 진원의 '고칠게', 2PM의 'I'm sorry', 씨야 김연지의 솔로곡 '도망쳐', 임재현의 '사랑에 연습이 있었다면' 등 히트음원을꾸준히 작곡했으며 가수 연습생들의 트레이닝 등 에도 관여하고 있다. 2012년부터는 큐브엔터테인먼트의 음악담당 레이블 뮤직큐브와 계약하여 작품 활동을 이어가고 있다.